# I'm Goin' Down
"I'm Goin' Down" je pjesma Brucea Springsteena s njegova albuma Born in the U.S.A. iz 1984.

## Povijest
"I'm Goin' Down" snimljena je u svibnju 1982. tijekom prve faze snimanja albuma Born in the U.S.A. Pjesma je ulazila i silazila s popisa skladbi za album, da bi na kraju izgurala "Pink Cadillac" koja je objavljena na B-strani.
U jesen 1985. pjesma je zauzela 9. poziciju Billboardove ljestvice Hot 100 pop singlova. Bila je šesti od sedam rekordnih top 10 singlova objavljenih s albuma.
Springsteen je često opisivao pjesmu kao najtužniju koju je napisao, iako je glazbeno brzog tempa.
Početkom 2008. su je obradili Kid Harpoon i Florence and the Machine.

## Popis pjesama
1. I'm Goin' Down - 3:29
2. Janey, Don't You Lose Heart - 3:23

B-strana singla, "Janey, Don't You Lose Heart", snimka je srednjeg tempa iz kasnije faze snimanja albuma Born in the U.S.A. 1985. je pridošlica u E Street Band Nils Lofgren ostvario svoje prvo snimljeno pojavljivanje sa Springsteenom, sinkronizirajući prateći vokal na pjesmi iz 1983. (čineći to, Lofgren je izbrisao jednog od svojih prethodnika, Stevena Van Zandta). Mnogo godina kasnije "Janey" se pojavila na box setu Tracks.

## Povijest koncertnih izvedbi
"I'm Goin' Down" je jedna od najmanje izvođenih Springsteenovih pjesama, a tijekom prve etape Born in the U.S.A. Toura, izvođena je neredovito. Zatim je nestala s repertoara sve do ponovnog pojavljivanja tijekom završne ljetne etape 1985., obično mijenjajući "Darlington County" na set listi.
Nakon te turneje, "I'm Goin' Down" je nestala iz vida gotovo dva desetljeća, sve do The Rising Toura 2003. Pjesma je do 2008. izvedena tek 44 puta.

## Vanjske poveznice
- Stihovi "I'm Goin' Down"  Arhivirana inačica izvorne stranice od 9. ožujka 2009. (Wayback Machine) na službenoj stranici Brucea Springsteena